# Heilig Hartbeeld (Bocholtz)

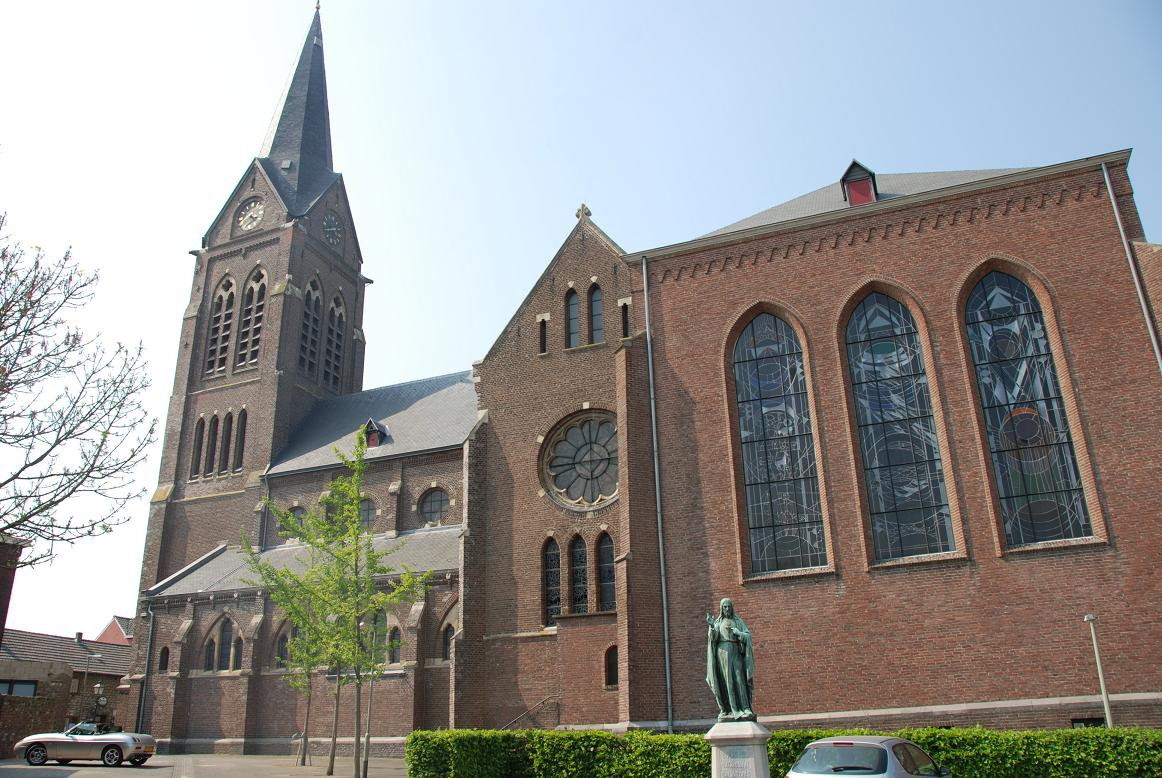
Heilig Hartbeeld naast de kerk

Het Heilig Hartbeeld is een standbeeld in de Nederlandse plaats Bocholtz, in de provincie Limburg.

## Achtergrond
Antonius Ferdinandus Franciscus Xaverius Neujean (1846-1924) herdacht in april 1920 zijn zilveren jubileum als pastoor in Bocholtz, bij zijn gouden priesterjubileum twee jaar later werd hij benoemd tot ridder in de Orde van Oranje-Nassau. Ter gelegenheid van het 25-jarig pastoraat kreeg Neujean van de parochianen een Heilig Hartbeeld aangeboden. Het beeld was een ontwerp van de firma Pohl und Esser uit Aken, een atelier voor christelijke kunst opgericht door de beeldhouwers Wilhelm Pohl en Carl Esser. Het werd in galvano-brons uitgevoerd door de Württembergische Metallwarenfabrik in Geislingen an der Steige. Het voetstuk werd vervaardigd door de firma Lejeune te Wyck en op 26 september 1920 ingewijd.
Het Hartbeeld stond aanvankelijk voor de entree van de Jacobus de Meerderekerk en werd later verplaatst naar het plein naast de kerk, ter hoogte van het in 1953 aangebouwde koor.

## Beschrijving
Het 2,10 m hoge bronzen beeld is een staande Christusfiguur. Hij houdt zijn rechterhand zegenend geheven en wijst met zijn linkerhand naar het vlammende Heilig Hart op zijn borst, dat wordt omwonden door een doornenkroon. In de handpalmen zijn de stigmata zichtbaar.
Het beeld staat op een 1,90 m hardstenen sokkel, waarop twee jaardichten zijn opgenomen, waarin de kapitalen in de Latijnse tekst te lezen zijn als Romeinse cijfers. Op de voorzijde (1920) staat: 

boChoLtz
saCro DIVI
saLVatorIs
CorDI
DeVota

 Op de andere zijde (1930) staat: 

qUoD
paroeCIanI
gratI
DeDerUnt
gratIor
paroChUs
aCCepIt